# Alexandre Guilmant

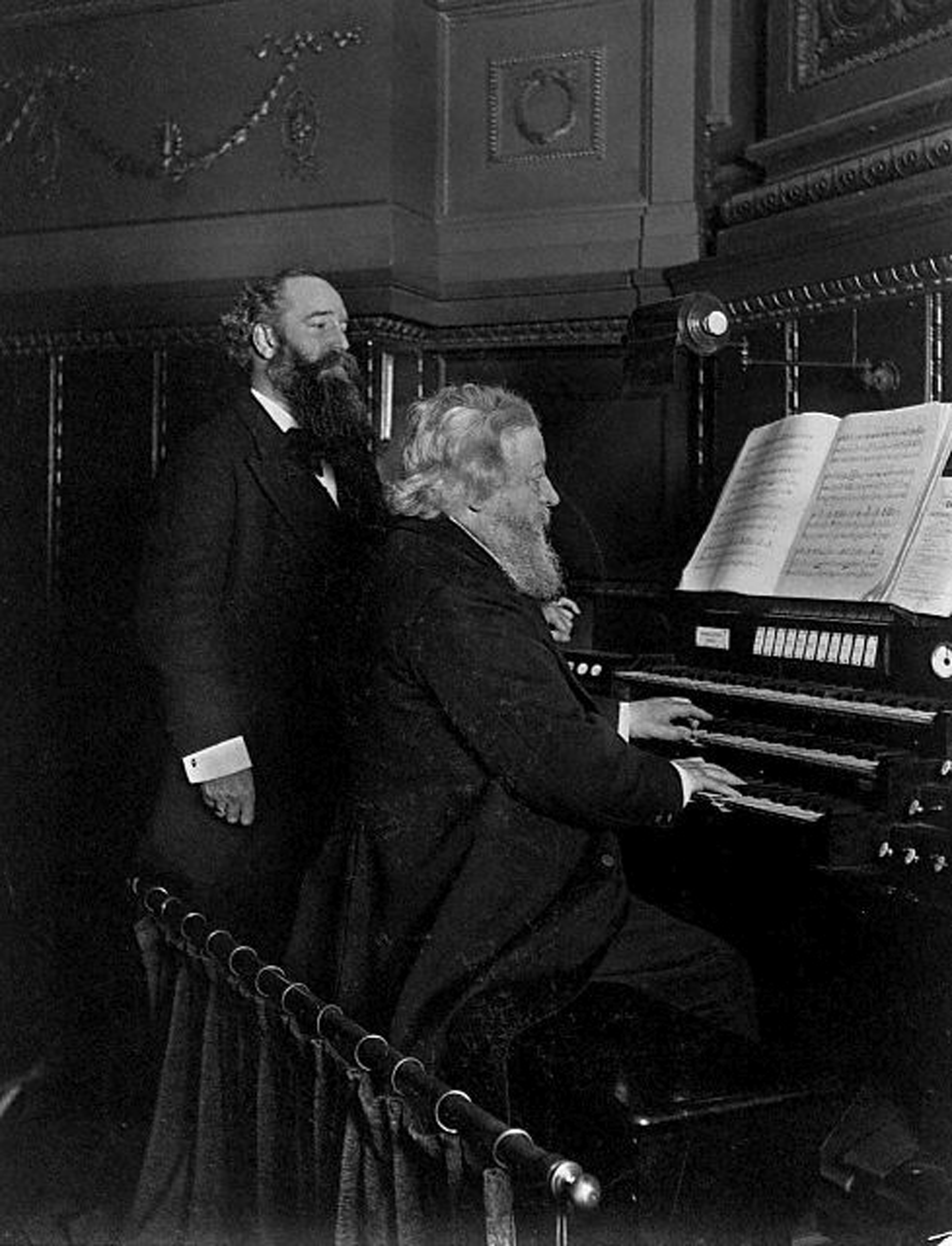
Photo de Guilmant au Steinway Hall en 1898 (à côté de lui, Clarence Eddy.)

Félix Alexandre Guilmant, né à Boulogne-sur-Mer le 12 mars 1837 et mort à Meudon le 29 mars 1911, est un organiste, improvisateur, compositeur et professeur français.

## Biographie
Félix-Alexandre Guilmant est issu d'une famille picarde de musiciens et de facteurs d'orgue. Son père Jean-Baptiste Guilmant (1794-1890) était organiste et maître de chapelle de l'église Saint-Nicolas. Dès l'âge de 12 ans, il supplée son père à l'orgue et en devient organiste à 16 ans.
D'abord élève de son père, il prend des leçons d'harmonie auprès de Gustave Carulli à Boulogne. En 1860, il se perfectionne à Bruxelles auprès de Jacques-Nicolas Lemmens, qui était allé en Silésie recueillir la tradition de Bach. Il devint organiste et professeur au conservatoire de sa ville natale.
Le 19 septembre 1865, il épouse à Paris Louise Blériot, dont il aura quatre enfants : Félix, Cécile (organiste), Pauline et Marie-Louise (qui épousera en 1895 l'égyptologue Victor Loret, fils de l'organiste Clément Loret). Aristide Cavaillé-Coll est l'un des témoins du marié.
En 1871, il succède à Alexis Chauvet à l'orgue de l'église de la Sainte-Trinité à Paris, poste qu'il occupera pendant trente ans. En 1878, il tient l'orgue du Trocadéro construit pour l'Exposition Universelle : il y donnera très régulièrement des concerts destinés à faire (re)découvrir au grand public le répertoire multiséculaire de l'orgue.
Sa carrière de concertiste et d'improvisateur virtuose l'amène à se produire partout en Europe mais aussi en Amérique et au Canada.
Il fonde en 1894 la Schola Cantorum (avec Louis-Lazare Perruchot, Charles Bordes et Vincent d'Indy), et succède à Charles-Marie Widor à la classe d'orgue du Conservatoire de Paris en 1896.
Avec André Pirro, il publie de 1897 à 1910 une collection de partitions, les dix volumes des Archives des Maîtres de l’Orgue, rassemblant les compositions de nombreux auteurs classiques français. Il procède de la même façon pour les maîtres étrangers avec L’École classique de l’Orgue (25 volumes publiés de 1898 à 1903).
En 1902, il quitte son poste d'organiste à la Trinité car le curé avait, sans son accord, fait intervenir la maison Merklin sur le Grand-Orgue Cavaillé-Coll durant son absence pour une tournée de récitals aux États-Unis, travaux qu'il refuse de réceptionner. À la suite de la recommandation de Louis Vierne, il est nommé organiste honoraire de Notre-Dame de Paris.
Alexandre Guilmant meurt à Meudon, où il s'était retiré, le 29 mars 1911 d'une grippe mal soignée. Il est inhumé au cimetière Montparnasse (20e division).
Une rue de Meudon porte son nom.

## Œuvre
Parallèlement à sa carrière d'organiste, Alexandre Guilmant se consacre à la composition, laissant à la postérité une œuvre liturgique et de concert considérable, tout particulièrement pour son instrument. 
Pour l'orgue, on peut citer ses Pièces dans différents styles (18 collections en tout), ses livraisons de Noëls op. 60, ses Soixante interludes dans la tonalité grégorienne, les 12 cahiers de L’Organiste pratique, les 10 cahiers de L’Organiste liturgiste, etc. Ses 8 Sonates pour orgue, bien que baptisées ainsi par leur auteur dans la tradition allemande, suivent en réalité un forme et une structure davantage symphonique. Dans ce même domaine de l’orgue symphonique, on lui doit Légende et Final symphonique en ré mineur (opus 71, 1888), Morceau symphonique en la mineur (opus 75, 1892) ou les deux Symphonies pour orgue et orchestre (transcriptions des Sonates opus 42 et 91). 
Outre la musique pour orgue, Guilmant a composé de la musique de chambre, de la musique vocale (notamment des motets et des messes pour chœur et orgue), une symphonie cantate (Ariane), ainsi qu'une scène lyrique (Bethsabée).
Il a également réalisé de nombreuses transcriptions pour orgue, notamment à partir d'œuvres de Bach et de Saint-Saëns (dont le Carnaval des Animaux).
Parmi ses élèves, on peut citer Joseph Bonnet, Nadia Boulanger, Marcel Dupré, Émile Poillot et l'organiste américain William Carl.

## Rôle dans le renouveau de la musique d’orgue à la fin duXIXesiècle
Alexandre Guilmant représente une figure aussi importante que César Franck dans le renouveau de l’école française d’orgue, tant pour son œuvre de musicologue (les Archives des Maîtres de l’orgue) que pour son travail de pédagogue et de compositeur.
L’influence de Guilmant s’exerce encore aujourd’hui, non seulement en France mais surtout en Angleterre et en Amérique, car il eut de nombreux étudiants anglophones. C'est en partie grâce à lui que J. S. Bach est considéré comme LE compositeur fondamental pour la formation organistique.

## Distinctions
- Chevalier de la Légion d'honneur (décret du 31 décembre 1892)

## Catalogue chronologique des pièces
Alexandre Guilmant laisse une centaine d'œuvres.
| Numéro d'opus | Année | Morceau | Instrumentation                                          | Commentaires |
| ------------- | ----- | --- | -------------------------------------------------------- | --- |
| 1             |       | Ave Verum | Chœur et Orgue                                           | |
| 2             |       | O Salutaris Hostia | Chœur et Orgue                                           | |
| 3             | 1854  | Faux bourdons | Solistes et Chœur                                        | |
| 4             | 1854  | Messe solennelle du VIe ton 1. Kyrie 2. Gloria 3. Credo 4. Sanctus 5. Benedictus 6. Agnus dei | Chœur et Orgue                                           | Arrangement de la Messe solennelle du Ier ton de Dumont pour quatre voix. À l'origine sous le numéro d'opus 5,. |
| 5             |       | voir opus numéro 4 |                                                          | |
| 6             | 1855  | Messe n° 1 en Fa-Majeur 1. Kyrie 2. Gloria 3. Credo 4. Sanctus 5. Benedictus 6. Agnus dei | Chœur et Orgue                                           | |
| 7             | 1856  | Te Deum | Chœur et Orgue                                           | à l'origine opus numéro 10. |
| 8             |       | Quam Dilecta | Chœur et Orgue                                           | Mise en musique du 83e Psaume. |
| 9             | 1856  | Messe brève n° 2 1. Kyrie 2. Gloria 3. Credo 4. Sanctus 5. Benedictus 6. Agnus dei | Chœur et Orgue                                           | |
| 10            |       | voir opus numéro 7 |                                                          | |
| 11            | 1852  | Messe solemnelle n° 3 en Mi bémol Majeur 1. Kyrie 2. Gloria 3. Credo 4. Sanctus 5. Benedictus 6. Agnus dei | Chœur et Orgue                                           | Es existiert auch eine Fassung für Chor, Orgel und Orchester |
| 12            |       | Cinq Litanies en l’honneur de la bienheureuse Vierge Marie | Chœur et Orgue                                           | |
| 14            |       | 12 Motets pour Chœur et Orgue 1. Ave Maria 2. O Salutaris Hostia 3. Sub tuum Praesidium 4. Tantum ergo 5. O Salutaris (avec solo de soprano ou de ténor) 6. Benedictus (avec solo de basse) 7. O Salutaris 8. Tantum ergo (avec solo de basse) 9. O Salutaris (pour le Carême) 10. Tantum ergo 11. Puer nobis nascitur 12. Tota pulchra es Maria | Chœur à 3-4 voix, solistes et orgue                      | |
| 15            | 1864  | Pièces dans différents styles (Livre 1) 1. Communion en Sol Majeur 2. Marche religieuse en Fa majeur sur Lift up your heads 3. Cantilène pastorale en Si mineur | Orgue                                                    | |
| 16            | 1865  | Pièces dans différents styles (Livre 2) 1. Andante con moto en Mi Majeur 2. Prière en Fa majeur 3. Prélude et Amen sur Crudelis Herodes 4. Scherzo en Fa majeur | Orgue                                                    | |
| 17            | 1865  | Pièces dans différents styles (Livre 3) 1. Prière en Mi bémol majeur 2. Deux Amen on 4e ton 3. Marche Funèbre et Chant Séraphique 4. Mélodie en La bémol majeur 5. Hymne pour l'octave des Paques | Orgue                                                    | |
| 18            | 1866  | Pièces dans différents styles (Livre 4) 1. Grand Chœur „alla Handel“ en Ré majeur 2. Allegro en Fa dièse mineur 3. Invocation en Si bémol majeur 4. Deux Préludes et Amen sur Iste Confessor | Orgue                                                    | |
| 18a           |       | 3 Morceaux d'Orgue 1. Prélude en Fa majeur 2. Offertoire en Si bémol mineur 3. Communion en Sol majeur | Orgue                                                    | |
| 19            | 1866  | Pièces dans différents styles (Livre 5) 1. Allegretto en Si mineur 2. Offertoire sur deux Noëls en Si bémol majeur 3. Fughetta pour let Temps pascal en Ré majeur 4. Communion en Sol majeur 5. Prélude ou Interlude en Fa majeur | Orgue                                                    | |
| 20            | 1866  | Pièces dans différents styles (Livre 6) 1. Première Méditaton en La majeur 2. Deuxième Méditation en Fa dièse mineur 3. Caprice en Si bémol majeur | Orgue                                                    | |
| 22            |       | Prière | Violoncelle et piano                                     | |
| 23            |       | 2 Morceaux pour harmonium 1. Recueillement en Si bémol mineur 2. Valse en Ré majeur | Harmonium                                                | |
| 24            | 1869  | Pièces dans différents styles (Livre 7) 1. Morceau de Concert: Prélude, Theme, Variations et Finale | Orgue                                                    | |
| 25            | 1870  | Pièces dans différents styles (Livre 8) 1. Marche nuptiale en Mi majeur 2. Élévation en La bémol majeur 3. Fugue en Ré majeur | Orgue                                                    | |
| 26            | 1870  | Pastorale | Harmonium et Piano                                       | |
| 27            | 1870  | Prière et Berceuse en La bémol majeur | Orgue                                                    | Paru également dans le Livre 15 de Pièces dans différents styles sous le numéro d'opus 71. |
|               | 1866  | C’est la grande fête de l’onde | Chœur d'hommes                                           | |
| 28            |       | Canzonetta | Harmonium                                                | |
|               | ~1870 | Le Faux éclat | Solo et Piano                                            | |
| 29            | 1871  | Fughetta | Harmonium                                                | |
| 30            |       | Aspiration religieuse | Harmonium                                                | |
| 31            |       | Scherzo | Harmonium                                                | |
| 32            |       | La villageoise | Harmonium                                                | |
| 33            | 1872  | Pièces dans différents styles (Livre 9) 1. Hymne en Sol mineur 2. Offertoire sur noëls 3. Verbum supernum en Ré bémol majeur 4. Andante en Sol majeur | Orgue                                                    | |
| 34            | 1872  | Marche Triomphale en Mi bémol majeur | Orgue                                                    | |
| 35            | 1872  | Mazurka de salon pour harmonium | Harmonium                                                | |
| 36            | 1873  | Scherzo cappricioso | Harmonium et Piano                                       | |
| 37            |       | O Salutaris | Soli et Orgue ou Solistes, Orgue, Chœur, Violon et Harpe | |
| 38            | 1871  | Idylle | Piano                                                    | |
|               | 1872  | Pauline | Piano                                                    | Dédicace à sa fille Pauline Guilmant. |
|               | 1873  | Ce que dit le silence | Solo et Piano (et harmonium)                             | |
|               | 1873  | Primavera | Solo et Piano                                            | |
| 39            | 1874  | L’Organiste pratique (Livre 1) 1. Élévation en Fa majeur 2. Offertoire en La majeur 3. Marche en Ré majeur 4. Deux Hymnes 5. Communion 6. Offertoire en Ut mineur | Orgue                                                    | |
| 40            | 1874  | Pièces dans différents styles (Livre 10) 1. Fugue en La bémol majeur 2. Canzona en La mineur 3. Canon en Si bémol majeur 4. Finale (Grand Chœur) en Mi bémol majeur | Orgue                                                    | |
| 41            | 1874  | L’Organiste pratique (Livre 2) 1. Prélude en Mi mineur 2. Magnificat en Sol majeur 3. Marche Funèbre en Ut mineur 4. Cantabile en Fa majeur 5. Marche de Procession en La majeur 6. Élévation en Mi mineur | Orgue                                                    | |
| 42            | 1874  | Sonate n°1 en Ré mineur 1. Introduction et Allegro 2. Pastorale 3. Finale | Orgue                                                    | dédié à la belge. Roi Léopold II. |
| 42            | 1878  | Symphonie n°1 en Ré mineur 1. Introduction et Allegro 2. Pastorale 3. Finale | Orgue et Orchestre                                       | Version orchestrale de la 1re sonate pour orgue |
|               | 1875  | Echos du mois de Marie | Solistes et Orgue                                        | |
|               | 1875  | Saint Geneviève de Paris | Chœur d'hommes                                           | inachevé |
|               | 1876  | Le retour | Chœur d'hommes                                           | |
|               | 1876  | Ode | Solo et Piano                                            | |
| 43            | 1885  | Fantaisie sur deux mélodies anglaises | Orgue                                                    | |
| 44            | 1875  | Pièces dans différents styles (Livre 11) 1. Prélude (Adoration) 2. Élégy – Fugue en Fa mineur 3. Marche de Procession et Fugato en Fa majeur | Orgue                                                    | |
| 45            | 1875  | Pièces dans différents styles (Livre 12) 1. Lamentation en Ré mineur 2. Prélude et Amen sur Ave Maris Stella en Ut mineur 3. Mélodie (Romance sans paroles) en Ré majeur 4. Tempo di Minuetto en Ut majeur 5. Communion en La mineur | Orgue                                                    | |
| 46            | 1876  | L’Organiste pratique (Livre 3) 1. Communion en Ré majeur 2. Postlude en Fa majeur 3. Hymne sur Iste Confessor 4. Mélodie en Sol majeur 5. Marche en Fa majeur 6. Offertoire en Mi bémol majeur | Orgue                                                    | |
| 47            | 1876  | L’Organiste pratique (Livre 4) 1. Canzonaen Fa mineur 2. Grand Chœur Triomphale en La majeur 3. Offertoire en Ut mineur 4. Prière en Si bémol majeur 5. Interlude en Mi bémol majeur | Orgue                                                    | |
| 48            |       | 6 petites pièces (Livre 4) 1. Chanson d'enfanten Fa majeur 2. Alla Siciliana en Mi mineur 3. Fughetta en Fa majeur 4. Petit marche en Sol majeur 5. Scherzettino en Ré majeur 6. Tarantelle en Ut mineur | Piano                                                    | |
| 49            | 1876  | L’Organiste pratique (Livre 5) 1. Absolution en Mi mineur 2. Offertoire sur O Filii en Sol majeur 3. Chorale en Sol majeur 4. Allegretto en Si bémol majeur 5. Quatre Versets 6. Fuga „alla Handel“ en Fa majeur | Orgue                                                    | |
| 50/1          | 1877  | L’Organiste pratique (Livre 6) 1. Invocation en Mi bémol majeur 2. La Crèche, Pastorale et Adoration 3. Postlude sur Induant Justiciam en Fa majeur | Orgue                                                    | |
| 50/2          | 1883  | Sonate n°2 en Ré majeur 1. Allegro moderato 2. Larghetto 3. Allegro vivace | Orgue                                                    | dédié à Lady Harriet M. C. Carbery ; le premier mouvement a été composé dès 1876. |
| 51            | 1879  | Balthazar | Solistes, Chœur et Orchestre                             | |
| 52            | 1878  | L’Organiste pratique (Livre 7) 1. Offertoire en Ré majeur 2. Grand Chœur en forme de marche dans la tonalité grégorienne 3. Madrigal en Mi bémol majeur 4. Andante con moto en Fa majeur | Orgue                                                    | |
| 53            | 1879  | Symphonie-Cantate „Ariane“ 1. Symphonie en Ré mineur 2. Air d'Ariane en Fa mineur 3. Adagio en Ré bémol majeur 4. Stances de l'amour en La bémol majeur 5. Chœur des Songes en Mi majeur 6. Danses des Songes en Sol majeur 7. Duo entre l'Amour et Ariane en Ré bémol majeur 8. Marche avec Chœurs en Mi majeur | Solistes, Chœur et Orchestre                             | |
| 54            | 1881  | Cantate en l’honneur de Frédéric Sauvage | Chœur et Orchestre                                       | |
| 55            | 1881  | L’Organiste pratique (Livre 8) 1. Allegro non troppo en La mineur 2. Scherzo Symphonique en Ut majeur 3. Élégie en Fa mineur 4. Strophes pour l'Hymne de l'Ascension 5. Ite Missa Est en Ré mineur | Orgue                                                    | |
| 56            | 1882  | L’Organiste pratique (Livre 9) 1. Prière en La bémol majeur 2. Marche en Ré majeur | Orgue                                                    | |
| 56/3          | 1881  | Sonate n°3 en Ut mineur 1. Preludio (Allegro maestoso e con fuoco) 2. Adagio 3. Fuga (Allegro moderato) | Orgue                                                    | dédié à Théodore Dubois |
| 57            | 1882  | L’Organiste pratique (Livre 10) 1. Allegro moderato e pastorale en Mi majeur 2. Méditation en Si mineur | Orgue                                                    | |
| 58            | 1883  | L’Organiste pratique (Livre 11) 1. Prélude et Fugue en Mi mineur 2. Marche nuptiale en Ré bémol majeur 3. Élévation sur O Salutaris Hostia en Fa majeur 4. Andante con moto en Mi bémol majeur | Orgue                                                    | |
| 59            | 1883  | L’Organiste pratique (Livre 12) 1. Marche aux Flambeaux en Fa majeur 2. Andantino en Ut majeur 3. Communion sur Ecce Panis Angelorum | Orgue                                                    | |
| 60            | 1884  | Livre de Noëls 1. Offertoire sur Grand Dieu! et Alors Pasteurs 2. Élévation sur Pastre dei Mountagno 3. Offertoire sur Chantons, je vous prie noël hautement et Le Messie vient de naître 4. Élévation sur Or vous dites Marie, nous voici dans la ville 5. Offertoire sur Joseph est bien Marie 6. Noël écossais (Communion) 7. Élévation sur Entends ma voix fidele 8. Introduction et Variations sur un ancien noël polonais: Accourez bergers fidèles, l'heure bénie a sonnée 9. Élévation sur le noël carcasonnais: Aousissi, Miquel, uno chanson tant charmanto, qué le que la canto, deu ess 'un angel 10. Noël languedocien (Communion) 11. Offertoire sur le noël Nuit sombre, ton ombre vaut les plus beaux jours 12. Deux Variations sur Puer nobis nascitur 13. Antienne sur Que de sang dans la Judee! 14. Offertoire sur trois noëls 15. Noël Brabançon (Élévation) 16. Communion sur le noël languedocien: D'où viens-tu Bergere d'où vien-tu? 17. Offertoire sur un noël espagnol 18. Élévation sur deux noëls harmonisés 19. Chant du roi René (noël provençal) 20. Élévation sur O jour, ton divin flambeau | Orgue                                                    | |
| 61            | 1884  | Sonate n°4 en Ré mineur 1. Allegro assai 2. Andante 3. Menuetto (Allegretto) 4. Finale | Orgue                                                    | dédié à Émile Bernard. |
| 61            | 1884  | Sonate n°4 en Ré mineur 1. Allegro assai 2. Andante 3. Menuetto (Allegretto) 4. Finale | Harmonium                                                | Version de la 4e sonate pour orgue pour harmonium ou orgue sans pédale. |
| 62            | 1885  | Cantate en l'Honneur de la Sainte Vierge | Solistes, Chœur et Orgue                                 | |
| 63            | 1886  | Méditation sur le Stabat Mater | Orgue ou Orchestre                                       | |
| 64            |       | Christus Vincit | Chœur et Orgue                                           | |
| 65            | 1886  | L’Organiste Liturgiste 1. Offertoire sur Lumen ad Relevationem Gentium 2. Fugue (Sortie) sur Lumen ad Relevationem Gentium 3. Deux Strophes et Amen sur Ave Maris Stella 4. Ave Maria 5. Deux Strophes et Amen sur Deus Tuorum Militum 6. Strophe, Interlude et Amen sur Exultet Orbis Gaudis 7. Sortie sur Quid nunc in Tenebris tristis aberras 8. Deux Strophes sur Veni Creator Spiritus 9. Offertoire sur Ave Maris Stella 10. Sortie sur Ave Maris Stella 11. Strophes Pour l'Hymne sur Iste Confessor 12. Prose sur Stabat Mater Dolorosa 13. Variations et Fugue sur Stabat Mater Dolorosa 14. Hymne sur O Quot Undis Lacrymarium - Pange Lingua Gloriosi Lauream 15. Offertoire du 6e Ton. 16. Élévation ou Communion 17. Strophe, Interlude et Amen sur Auctor beatae Saeculi 18. Sortie sur Auctor beatae Saeculi 19. Deux Strophes sur Pange Lingua Gloriosi Corporis Mysterium 20. Deux Strophes et Amen sur Sacris solemnis 21. Deux Strophes et Amen sur Jesu Redemptor Omnium | Orgue                                                    | |
| 66            |       | Ecce Panis | Solistes, Chœur et Orgue                                 | |
| 67            |       | 2 Romances sans paroles | Violoncelle (ou Violon) et Piano                         | |
| 68            | 1884  | 60 Interludes dans la tonalité gregorienne | Orgue ou Harmonium                                       | 60 petits interludes en deux parties de quelques mesures seulement. |
| 69            |       | Pièces dans différents styles (Livre 13) 1. Cantilène en Si bémol majeur 2. Postlude nuptial en Si bémol majeur 3. Prélude Funèbre en Mi mineur 4. Fugue en Sol majeur | Orgue                                                    | |
| 70            |       | Pièces dans différents styles (Livre 14) 1. Adagio de la Symphonie-Cantate: „Ariane“ (op. 53) 2. Introduction et Fugue en Ré mineur 3. Rêverie en Sol majeur 4. Offertoire en Mi bémol majeur | Orgue                                                    | Le premier morceau (Adagio) est un arrangement pour orgue de la cantate symphonique de Guilmant : Ariane et se trouve donc, comme cette œuvre, sous le numéro d'opus 53.                                                                              |
| 71            |       | Pièces dans différents styles (Livre 15) 1. Légende et Final Symphonique en Ré majeur 2. Invocation en La mineur 3. Prière et Berceuse en La bémol majeur | Orgue                                                    | La pièce Prière et Berceuse en la bémol majeur a été composée dès 1870 sous le numéro d'opus 27... |
| 72            |       | Pièces dans différents styles (Livre 16) 1. Marche de la Symphonie-Cantate: „Ariane“ (op. 53) 2. Fugue en Fa majeur 3. Pastorale en La majeur (op. 26) | Orgue                                                    | La première pièce (Marche) est un arrangement pour orgue de la cantate symphonique de Guilmant : Ariane et se trouve donc, comme cette œuvre, sous le numéro d'opus 53. La troisième pièce (Pastorale) est une transcription pour orgue de l'opus 26. |
| 73            |       | Pié Jesu | Chœur et Baryton                                         | |
| 74            |       | Pièces dans différents styles (Livre 17) 1. Marche Élégiaque en Ut mineur 2. Consolation (Andante) en Mi majeur 3. Andante Sostenuto et Allegro Giocoso en Sol mineur/Sol majeur 4. Communion en La bémol majeur | Orgue                                                    | |
| 74/1          |       | Marche Élégiaque en Ut mineur (Livre 17) | Orgue, 2 Hautbois et cordes                              | Transkription des Marche Élegiaque aus Stücke in verschiedenen Stilen op. 74 |
| 75            |       | Pièces dans différents styles (Livre 18) 1. Pièce characteristique dans le Mode Phrygien 2. Morceau symphonique en La mineur 3. Fugue en Fa mineur 4. Offertoire en Si bémol majeur | Orgue                                                    | |
| 77            |       | 4 Pièces pour Orgue 1. Offertoire en Mi mineur 2. Marche nuptiale en Sol majeur 3. Berceuse en Fa majeur 4. Minuetto – Sortie en Ré mineur | Orgue                                                    | |
|               |       | Postlude – Grand Chœur en Fa majeur | Orgue                                                    | |
|               | 1893  | Chant du matin | Orgue                                                    | |
| 79            |       | Berceuse | Flûte ou Violon et Piano                                 | |
| 80            | 1894  | Sonate n°5 en Ut mineur 1. Allegro appasionato 2. Adagio con molt' espressione 3. Scherzo (Allegro) 4. Recitativo 5. Choral et Fugue | Orgue                                                    | dédié à Clarence Eddy. |
| 81            | 1894  | Allegro pour Orgue et Orchestre | Orgue et Orchestre                                       | |
| 81            | 1894  | Allegro pour Orgue | Orgue                                                    | Transcription pour orgue d'Allegro pour orgue et orchestre op. 81. |
|               | 1894  | Chorale sur Valet will ich dir geben' | Orgue                                                    | sans numéro d'opus |
| 82            | 1895  | Communion et Contemplation 1. Communion 2. Contemplation | Orgue                                                    | |
| 83            | 1893  | Final alla Schumann | Orgue et Orchestre                                       | |
| 83            | 1897  | Final alla Schumann | Orgue                                                    | Transcription pour orgue de Final alla Schumann op. 83 |
| 83            | 1897  | Final alla Schumann | Piano et Harmonium                                       | Transcription pour piano et harmonium de Final alla Schumann op. 83 |
| 84            | 1898  | Grand Chœur en forme de Marche en Sol mineur | Orgue                                                    | |
| 85            | 1897  | Romance sans paroles | Flûte (ou Violon) et Piano                               | Cette œuvre a été composée dès 1895. |
| 86            | 1897  | Sonate n°6 en Si mineur 1. Allegro con fuoco 2. Méditation (Andante quasi Adagio) 3. Fugue et Adagio | Orgue                                                    | dédié à Charles-Marie Widor. |
| 87            | 1898  | Offertoire pour le Commun des Confesseurs non Pontifes | Orgue                                                    | |
|               | 1898  | Cœur de Jesus enfant | Solistes, Chœur (ad libitum) et Orgue                    | |
| 88            | 1902  | Morceau symphonique | Trombone et Piano                                        | |
| 89            | 1902  | Sonate n°7 en Fa majeur (Suite) 1. Entrée (Tempo di Macia, maestoso) 2. Lento assai (Rêve) 3. Intermezzo (Allegretto) 4. Grand Chœur (Allegro con brio) 5. Cantabile (Andante) 6. Finale (Allegro) | Orgue                                                    | dédiée à Charles Galloway. En raison du nombre et des caractéristiques des mouvements, elle est la seule sonate de Guilmant à être appelée "Suite pour Orgue".                                                                                        |
|               | 1903  | Fugue grave | Harmonium                                                | |
| 90            | 1904  | 18 Pièces nouvelles 1. Offertoire en La mineur 2. Impression Grégorienne 3. Fughetta sur les Initiales Félix Alexandre Guilmant 4. Lamento en Ut mineur 5. 2e Marche nuptiale en Fa dièse majeur 6. Deux Interludes 7. Fugue en Fa mineur 8. Intermezzo en La bémol majeur 9. Élégie en Ut dièse mineur 10. Canzona en Ut majeur 11. Méditation-Prière en Mi mineur 12. 3e Marche Nuptiale en Ut majeur 13. Prélude Fugué en Sol majeur 14. Communion en Mi bémol majeur 15. Paraphrase sur un chœur de „Judas Macchabée“ de Händel (Tochter Zion) 16. Prélude en Fa majeur 17. Introduction et Allegro en Fa majeur | Orgue                                                    | |
| 91            | 1906  | Sonate n°8 en La majeur 1. Introduction et Allegro risoluto 2. Adagio con affetto 3. Scherzo (Vivace) 4. Andante sostenuto 5. Intermède et Allegro con brio | Orgue                                                    | dédié à Louis Herbette. |
| 91            | 1907  | Symphonie n°2 en La majeur 1. Introduction et Allegro risoluto 2. Adagio con affetto 3. Scherzo (Vivace) 4. Andante sostenuto 5. Intermède et Allegro con brio | Orgue et Orchestre                                       | Version orchestrale de la 8e sonate pour orgue. |
| 92            |       | Voluntary | Orgue                                                    | |
| 93            | 1908  | Chorals et noëls pour orgue 1. Ce que Dieu fait est bien fait en Fa majeur 2. Noël pour le temps de l’Avent en Ré majeur 3. Maintenant, que mon âme loue le Seigneur en La mineur 4. Noël alsacien „Schlaf wohl, du Himmelsknabe, du“ en Sol majeur | Orgue                                                    | Certains morceaux ont été composés plus tôt. |
|               | 1909  | En mémoire de Charles Bordes | Orgue                                                    | |
| 94            | 1910  | 3 Oraisons 1. Andante quasi Adagio en La bémol majeur 2. Andante con moto en Sol majeur 3. Andante espressivo en Fa majeur | Orgue                                                    | |

## Éditions historiques
Archives des maîtres de l’orgue des XVIe, XVIIe et XVIIIe siècles, publiées d’après les manuscrits et éditions authentiques avec annotations et adaptations aux orgues modernes par Alexandre Guilmant, organiste de la Trinité, professeur d’orgue au Conservatoire de Paris, avec la collaboration, pour les notices biographiques de André Pirro. (10 vol.). Paris, Durand, 1897-1910.
- 1 : Jehan Titelouze, Œuvres complètes d’orgue (1897)
- 2 : André Raison, Livre d’orgue (1899)
- 3 : François Roberday, Fugues et caprices ; Louis Marchand, Pièces choisies pour l’orgue ; Louis-Nicolas Clérambault, Livre d’orgue ; Pierre Du Mage, Livre d’orgue ; Louis-Claude d’Aquin, Nouveau Livre de noëls (1901)
- 4 : Nicolas Gigault, Livre de musique pour l’orgue (1902)
- 5 : Nicolas de Grigny, Œuvres d’orgue ; François Couperin, Pièces d’orgue consistantes en deux messes ; Louis Marchand, Pièces d’orgue (1904)
- 6 : Jacques Boyvin, Œuvres complètes d’orgue (1905)
- 7 : Jean-François Dandrieu, Premier livre de pièces d’orgue ; Jean-Adam Guilain, Pièces d’orgue pour le Magnificat sur les huit tons différents de l’Église (1906)
- 8 : Sebastian Anton Scherer, Œuvres d’orgue (1907)
- 9 : Nicolas Lebègue, Œuvres complètes d’orgue (1909)
- 10 : Liber Fratrum Cruciferorum Leodiensium (Livre des Croisiers de Liège), 1617; 54 pièces par Andrea Gabrieli, Petro Philippi (Peter Philips), Jean Piere Swelinck (Jan Pieterszoon Sweelinck), Claudio Merulo, Gerardus (Gérard) Scronx, Wilhelmo Brouno (William Brown), Pieter Cornet, et aussi attribuées à Christian Erbach, Vincenzo Pellegrini et Paul Sieffert (1910).

École Classique de l’Orgue - Morceaux d’Auteurs Célèbres / Publiés et annotés / par / Alexandre Guilmant, professeur d’Orgue au Conservatoire National de Paris. Paris, Durand, Londres et Bruxelles, Schott, 1900 et suiv. :
1. Georg Friedrich Händel - Onze fugues (1er volume)
2. Dietrich Buxtehude - Prélude et Fugue en sol mineur
3. Nicolaus Bruhns - Choral
4. Johann Gottfried Walther - Prélude et Fugue en La
5. Johann Pachelbel - Chant de Noël (Chorals)
6. Jan Pieterszoon Sweelinck - Fantaisie en ré mineur
7. Girolamo Frescobaldi - Fugue en sol mineur
8. Wilhelm Friedemann Bach - Concerto
9. Domenico Zipoli - Canzona en sol mineur
10. Johann Ludwig Krebs - Deux trios
11. Georg Muffat - Toccata en Fa
12. Johann Kaspar Kerll - Canzona en sol mineur
13. Joseph Seeger - Fugue en fa mineur -  C. Kopriwa - Fugues en La bémol et en fa mineur
14. Samuel Scheidt - Cantilena Anglica Fortunæ
15. Johann Ludwig Krebs - Fugue en Sol
16. Franz Xaver Murschhauser - Praeambulum, Arpeggiata, Fuga
17. Girolamo Frescobaldi - Quatre courantes
18. François Roberday - Fugue en ré mineur - Bohuslav Matěj Černohorský - Fugue en ré mineur
19. Johann Philipp Kirnberger - Deux caprices, Fugue, Choral
20. Carl Philipp Emmanuel Bach - Fantaisie et Fugue en ut mineur
21. Joseph Seeger - Prélude en Ré
22. Dietrich Buxtehude - Fugue en Ut
23. Johann Ludwig Krebs/ Johann Sebastian Bach - Prélude-Choral «Wir glauben all’ an einen Gott, Vater»
24. Giovanni Battista Martini - Sonate en fa mineur
25. Jean-Henry d'Anglebert - Cinq Fugues et un Quatuor
26. Girolamo Frescobaldi - Quatre hymnes: «Iste confessor», «Lucia creator optime», «Exsultet orbis gaudiis», «Ave maris stella»

Répertoire des Concerts du Trocadéro - arrangements pour orgue seul de diverses pièces d’auteurs baroques et classiques, en 4 livraisons.
- Livraison 1 (1894) :

1. G. F. Handel, Concerto pour orgue et orchestre en ré mineur, HWV 297.
2. Padre G. –B. Martini : Gavotte en fa majeur.

- Livraison 2 (1888) :

1. F. Couperin, Sœur Monique (3e Livre de clavecin).
2. G. F. Handel, Concerto pour orgue et orchestre en ré mineur, HWV 309.

- Livraison 3 :

1. J. S. Bach, Sinfonia de la Cantate BWV 29.
2. A. Corelli, Preludio de la 9e Sonate pour violon et basse continue, Op. 5.
3. B. Marcello, Salmo XIX, 1er mouv.
4. J. S. Bach, Sonatina de la Cantate BWV 106.
5. F. Couperin, Sarabande et Fuguette (Les Goûts-Réunis, 14e concert).

- Livraison 4 :

1. B. Schmid, Gagliarda.
2. G. F. Handel, Sinfonia de Saül.
3. F. Couperin, Sarabande grave (Les Goûts-Réunis, 5e concert).
4. J. Ph. Rameau, 3 Pièces : I. Prélude (Dardanus), II. Musette en rondeau (Les Indes Galantes), III. Air majestueux (Zoroastre).
5. J. S. Bach, Presto (Sinfonia de la 2de partie) de la Cantate BWV 35.

## Écouter une œuvre
- Fugue alla Haendel en fa majeur, opus 49, pour orgue. Registration : Manuels accouplés : Plenum de 8 (+ anches 8, 4 à la fin) - Pédale : Fonds 16, 8, Basson 16 et Tirasses (+ anches 16, 8 à la fin)
- YouTube John Scott joue la Marche Religieuse Op. 15 à l’orgue de la Saint Thomas Church, Fifth Avenue, New York.
- YouTube Daniel Roth joue l’Andante con moto des Pièces de différents styles, Op. 16 no 1, à l’orgue de St-Sulpice.
- YouTube Ab Weegenaar joue la Mélodie des Pièces de différents styles, Op. 17 no 3, à l’orgue Hinsz de la Bovenkerk de Kampen (Pays-Bas).
- YouTube Raúl Prieto Ramírez joue le Final de la Sonate nº1 Op. 42, en récital à la Basilique Santa Maria, Mataró (Barcelone).
- YouTube Clive Driskill-Smith joue le Scherzo Symphonique, Op. 55 no 2, à l’orgue Rieger de la Christ Church Cathedral, Oxford.
- Final de la Première Sonate

## Discographie
- Guide de la musique d'orgue (France Orgue): Alain Cartayrade liste plus de 375 disques contenant de la musique d'orgue de Guilmant.
- 3e Messe solennelle pour chœur et orgue, opus 11 : Marie-Ange Leurent, Virginie Perrin, Hervé Lamy, Bertrand Bontoux, chœur Cori Spezzati, direction Olivier Opdebeeck (Triton, 2006)
- Symphonies pour orgue et orchestre numéros 1 & 2 : Edgar Krapp, orgue, Bamberger Symphoniker, direction Vladimir Fedosseïev et Sebastian Weigle (Arts 47662-2)
- Alexandre Guilmant : Noël au salon par Françoise Masset (soprano), François Lambret (piano), Kurt Lueders (harmonium). France : Hortus, 2005. 1CD, Hortus 044. 5 Diapason.
- "Alexandre Guilmant : Voix céleste et harpe éolienne" par Isabelle Lagors (harpe) et Christian Ott (orgue et harmonium). Ambiente-Audio, 2008, 1CD

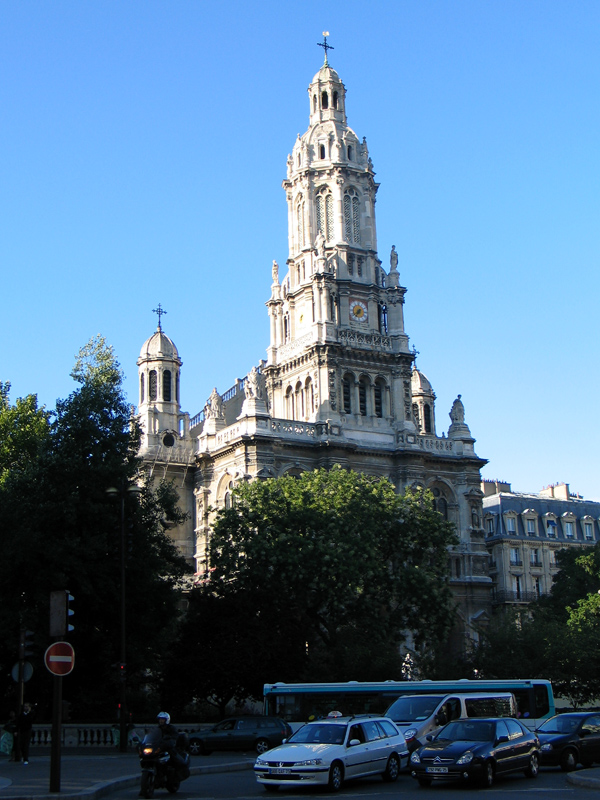
Église de la Sainte Trinité à Paris

### Bases de données et dictionnaires
- Ressources relatives à la musique :   - International Music Score Library Project
  - AllMusic
  - Carnegie Hall
  - Discography of American Historical Recordings
  - Discogs
  - Grove Music Online
  - MGG Online
  - MusicBrainz
  - Muziekweb
  - Répertoire international des sources musicales
- Ressource relative à la vie publique :   - base Léonore
- Notices dans des dictionnaires ou encyclopédies généralistes :   - Brockhaus
  - Deutsche Biographie
  - E-archiv.li
  - Enciclopedia italiana
  - Enciclopedia De Agostini
  - Nationalencyklopedin
  - Store norske leksikon
  - Treccani
  - Visuotinė lietuvių enciklopedija
- Notices d'autorité :   - VIAF
  - ISNI
  - BnF (données)
  - IdRef
  - LCCN
  - GND
  - Italie
  - Espagne
  - Belgique
  - Pays-Bas
  - Pologne
  - Israël
  - NUKAT
  - Vatican
  - Australie
  - Norvège
  - Tchéquie
  - Portugal
  - WorldCat

## Partitions gratuites
- « Alexandre Guilmant » (partitions libres de droits), sur l'IMSLP
- Partitions libres d'Alexandre Guilmant sur loumy.org